# 2024年江原道ユースオリンピック
2024年江原道ユースオリンピック（2024ねんカンウォンドユースオリンピック）は、2024年1月19日から2月1日まで韓国の江原道で開催された第4回冬季ユースオリンピック。江原ユースオリンピック、江原2024（Gangwon 2024、강원 2024）と呼称される。
開催地は2020年1月にスイスのローザンヌスイステックで開催された第135次IOC総会で決定した。開催地の江原道は広域な自治体であり、事実上の開催都市は開会式の一部、閉会式、氷上競技が行われた江陵市と、開会式の一部、雪上競技が行われた平昌郡である。

## 決定まで
IOCは唯一立候補を表明した韓国・江原道の開催を承認するかをIOC総会で委ね、賛成79、反対2、棄権1の賛成多数で承認した。

## 会場
競技会場は2018年平昌オリンピックの会場がほぼ使用され、屋外競技は平昌郡、屋内競技は江陵市が中心となる。